# Bandera Festival Intercéltico de Avilés
La Bandera Festival Intercéltico de Avilés fue una competición de remo, concretamente de la modalidad de traineras que se disputó de forma intermitente entre 1999 y 2008 en Avilés (Asturias).

## Historia
La regata nace al amparo del Festival Intercéltico de Avilés, concretamente en su tercera edición (1999), recuperando las regatas de traineras en la ciudad avilesina tres años después de la desaparición de la Bandera Villa de Avilés en 1996. Tras la primera edición sufre un parón de un año, para volver a celebrarse en los años 2001 y 2002. Después de otro parón de cuatro años, la cuarta edición tiene lugar en 2007, y la quinta en 2008. Lamentablemente en 2009 la regata se ve salpicada por la polémica creada en torno al propio festival de música por el Ayuntamiento de Avilés y la Sociedad General de Autores y Editores, y que significan la desaparición de la prueba, la creación de la Bandera Ciudad de Avilés y la celebración de dos festivales de música paralelos.

## Historial
| Edición | Año  | Ganador      | Segundo           | Tercero                     |
| ------- | ---- | ------------ | ----------------- | --------------------------- |
| I       | 1999 | -            | -                 | -                           |
| -       | 2000 | no disputada | no disputada      | no disputada                |
| II      | 2001 | Castropol    | Luanco            | Vegadeo                     |
| III     | 2002 | Castropol    | -                 | -                           |
| -       | 2003 | no disputada | no disputada      | no disputada                |
| -       | 2004 | no disputada | no disputada      | no disputada                |
| -       | 2005 | no disputada | no disputada      | no disputada                |
| -       | 2006 | no disputada | no disputada      | no disputada                |
| IV      | 2007 | Luanco       | Santander "Mixto" | San Felipe "B"              |
| V       | 2008 | Castropol    | Luanco            | Sólo hubo dos participantes |

## Palmarés
| Victorias | Club      | Años             |
| --------- | --------- | ---------------- |
| 3         | Castropol | 2001, 2002, 2007 |
| 1         | Luanco    | 2007             |